# Degerträsk (sjö i Finland)
Degerträsk är en sjö i Finland. Den ligger i kommunen Korsholm i landskapet Österbotten, i den västra delen av landet, 400 km nordväst om huvudstaden Helsingfors. Degerträsk ligger 10 meter över havet. Arean är 30,6 hektar och strandlinjen är 2,93 kilometer lång. Sjön  ingår i Bottenhavets kustområde. 